# Пойдо, Сергей Сергеевич
Сергей Сергеевич Пойдо (р. 16 сентября, 1982) — дизайнер, деятель культуры, предприниматель. Сооснователь и первый главный редактор (до 2012 года) российского интернет-издания The Village, медиа-директор (до 2013 года) Института медиа, архитектуры и дизайна «Стрелка», участник промо-группы Idle Conversation, основатель дизайн-студии Wednesday Studio.

## Биография
Родился 16 сентября 1982 в Москве. В 2001 году окончил программу по специальности «Creative Writing» в Тринити-колледж, Дублин, Ирландия. Сергей живёт и работает в Калифорнии, США.

## Профессиональная деятельность
Сергей Пойдо помогал запускать российскую версию журнала Dazed & Confused, работал ведущим на радио Maximum, позднее занимал пост редакционного директора сайта Look At Me. Являлся сооснователем и первым главным редактором интернет-газеты The Village. Сергей также был медиа-директором Института архитектуры, медиа и дизайна «Стрелка». Принимал участие в запуске Еврейского музея и центра толерантности и работал над проектом обновления парка Горького. Состоял в совете фестиваля театра и кино «Текстура». В 2013 году помогал запускать медиа Stampsy и Apparat.

### Музыкальные проекты
В 2005 году Сергей вместе с бывшим редактором отдела культуры Glamour, Игорем Компаниец, основали диджейский дуэт OLS Soundsystem в формате нью-рейв, который являлся альтернативным вариантом дорогим и пафосным клубным вечеринкам ночной Москвы. Вечеринки Сергея Пойдо и Игоря Компаниец собирали преимущественно молодую, непритязательную, но смешанную аудиторию, среди которых были футбольные фанаты, англоманы, хипстеры и др.
В 2006 году Сергей Пойдо, Дмитрий Устинов и Роман Мазуренко основали промо-группу Idle Conversation. Промо-группа организовывала и курировала вечеринки в таких клубах Москвы, как Кризис Жанра, Пропаганда, Солянка, The Most, Юдашкин+2, позднее — в баре при Институте медиа, архитектуры и дизайна «Стрелка», открытием которого занимался один из участников группы Idle Conversation, Роман Мазуренко. Idle Conversation приглашала на свои мероприятия таких международных музыкантов, как Erol Alkan, Mr. Oizo, Filthy Dukes, Casiokids, David Gilmour Girls, Mark Ronson, Shy Child, Diplo, Twin Shadow, Die Antwoord и др. Из российских музыкантов выступали Tesla Boy, Mujuice, On-the-Go, Pompeya, СБПЧ, Narkotiki.
В период с 2007 по 2010 года Idle Conversation занималась организацией отдельной сцены на ежегодном фестивале Пикник «Афиши». Промо-группа смогла организовать выступление в России таких музыкантов, как Glass Candy, Chromatics, Metronomy, Lo-Fi-Fnk, Late of The Pier и др.
Помимо основной деятельности в промо-группе, в 2009 году Сергей вел еженедельную программу о музыкальных событиях Москвы и Санкт-Петербурга на радио Maximum.
Успех и популярность промо-группы Idle Conversation Сергей Пойдо объяснил необходимостью иметь мечты о новой Москве и культурной оппозиции в городской среде.

### Медиа проекты
В апреле 2010 года было положено начало существованию городского интернет-издания The Village. Изначально оно было запущено, как часть проекта Look At Me компанией Look At Media, и представляло собой блог о городе. Позже The Village выделился в самостоятельный проект. Его сооснователем и первым главным редактором стал Сергей Пойдо, который ранее занимал пост редакционного директора сайта Look At Me.
Проект The Village продвигал идею о новой Москве, которая нуждалась в позитивных изменениях. Название интернет-издания было дано в связи с теорией Маршалла Маклюэна, где мир становится глобальной деревней. Концепцию придумал Сергей Пойдо.
Активное развитие проекта происходило в разгар протестных движений в Москве. В 2011—2012 году The Village освещало события «болотной революции». В 2013 году издание выпустило интервью с мэром Москвы Сергеем Собяниным, что стало важным событием в становлении The Village.
В 2014 году Сергей Пойдо совместно с Артёмом Игнатьевым, Михаилом Левиным, Олесей Шмагун и Андреем Мироновым занимался перезапуском стартапа Apparat. Первоначально издание было посвящено обзорам мобильных приложений и технологий, после новой версии журнала проект сфокусировался на том, как технологии меняют повседневную жизнь людей и как общество изменится в будущем под влиянием технологий.

### Городские проекты
С 2011 по 2013 год Сергей Пойдо являлся медиа-директором и куратором специальных проектов Института медиа, архитектуры и дизайна «Стрелка». В рамках своей деятельности Сергей участвовал в обновлении парка Горького. Городской проект был направлен на благоустройство столичного парка с целью сделать его интерактивным и безопасным местом для отдыха и спорта, а также бесплатным входом и исторической базой.В 2012—2013 годах Сергей состоял в совете жюри пермского фестиваля театра и кино «Текстура». Фестиваль играл важную роль в городской жизни Перми. В начале 90-х у города не было ресурсов и культурной жизни. В 2008 году началась «культурная революция», которая стала новой вехой в истории развитии города. Фестиваль театра и кино «Текстура» являлся важным продолжением культурных изменений в истории Уральской области.

### Дизайн
В 2012 году Сергей Пойдо являлся бренд-консультантом Еврейского музея и центра толерантности. Проект, над которым работал Сергей с остальными участниками творческой группы, представлял собой текстовую рекламную кампанию, рассказывающую о фактах истории еврейского народа с использованием современного городского контекста.
В 2014 году Сергей стал директором по продуктам Stampsy. Совместно с основателем проекта, Романом Мазуренко, Сергей занимался его перезапуском. Первоначально сервис Stampsy представлял собой платформу для создания журналов-презентаций на iPad. Его название произошло от понятия «stamp» — как название 10-страничного журнала. Сергей работал над визуальной составляющей новой версии, которая фокусировалась на формате веб-страницы вместо мобильной версии.
В 2017 году Сергей соосновал независимую дизайн-студию Wednesday Studio. Студия создавала брендинг, веб-сайты и платформы для цифровых коммуникаций для таких брендов, как Xsolla, Lokalise, Coda Story, PCH International, Gidon Kremer.